# خوشه (گیاه‌شناسی)

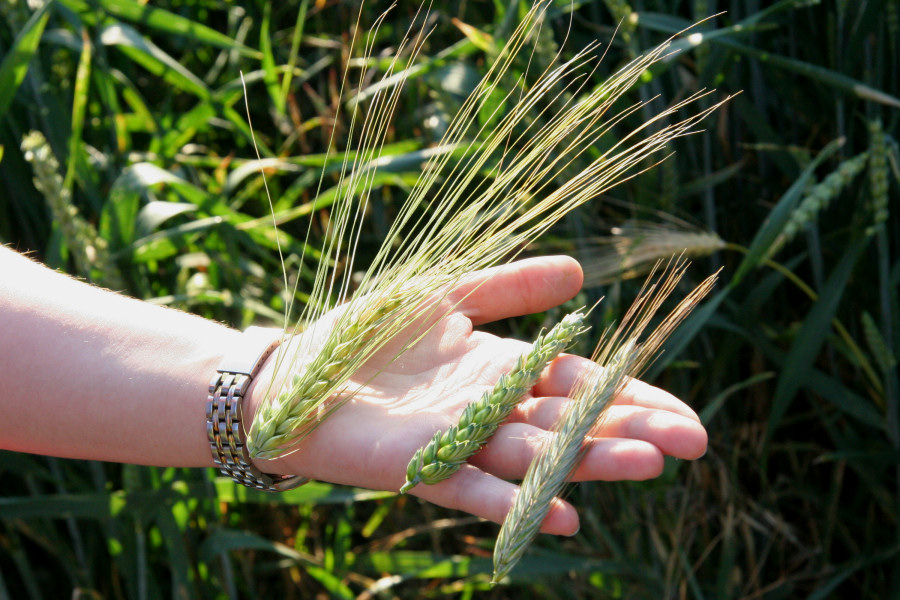
خوشه‌های نرسیده جو ،گندم و چاودار

خوشه بخشی از ساقهٔ گیاه غلاتی مانند گندم یا ذرت است که دانه را نگه می‌دارد. هم به بخش مهمی در تعدادی از گیاهان هم اشاره می‌کند.
خوشه گل‌آذینی شامل ساقه‌ای مرکزی است که ردیف‌هایی از پخ گل‌ها محکم کنار هم
رشد می‌کنند. این در میوه‌های دارای دانه‌های قابل خوردن اتفاق می‌افتد. خوشه در غلات، بوسیلهٔ برگهایی به نام سبوس محافظت می‌شود.
در بعضی از گونه‌ها (از جمله گندم)، خوشه‌های نرسیده، علاوه بر برگهای قسمت پایین گیاه، مشارکت عمده‌ای در فتوسنتز دارند.
انگلی به نام «آنگیونا تریتیسی» در طی رشد، به ویژه بر خوشه‌های گندم و چاودار بوسیلهٔ از بین بردن بافت‌ها و ساقه‌ها تأثیر می‌گذارد. این انگل به استثنای آفریقای شمالی و آسیای غربی در همهٔ کشورها بوسیلهٔ سیستم کاشتن گیاهان مشابه ریشه‌کن شده‌است.